# Samia Yusuf Omar
Vous lisez un « bon article » labellisé en 2022.
Samia Yusuf Omar (en somali : Saamiya Yuusuf Cumar, en arabe : سامية يوسف عمر), née le 25 mars 1991 à Mogadiscio, et morte le 2 avril 2012, est une athlète somalienne spécialiste des courses de sprint. Lors de sa participation aux Jeux olympiques de 2008 à Pékin, elle arrive dernière de sa série, mais attire ensuite l'attention des médias et du public en raison de son statut de réfugiée et des conditions difficiles dans lesquelles elle court.
Après sa participation aux Jeux olympiques, elle décide de chercher de meilleures conditions d'entraînement, se rendant d'abord en Éthiopie, puis cherchant à se rendre en Europe en passant par la Libye. Elle meurt noyée le 2 avril 2012 lors du sauvetage de son embarcation entre la Libye et l'Italie, mais la nouvelle de sa disparition puis la confirmation de sa mort ne parviennent aux médias qu'en août de la même année, pendant le déroulement des Jeux olympiques de Londres.
Son histoire et sa mort font l'objet de plusieurs adaptations littéraires et poussent des athlètes somaliens à exiger la construction d'un centre d'entraînement pour femmes à Mogadiscio.

## Biographie

### Enfance et débuts sportifs

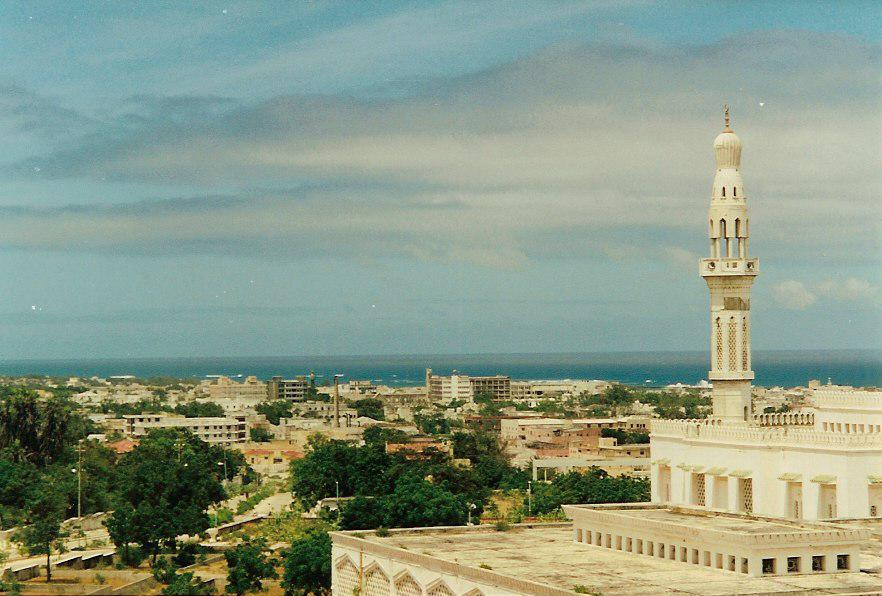
Vue de Mogadiscio.

Samia Yusuf Omar naît à Mogadiscio le 25 mars 1991,, dans une fratrie composée de six frères et sœurs dont elle est l'aînée, et ses parents sont Omar Yusuf et Dahabo Ali. Sa mère est une athlète, qui participe à des compétitions au niveau national en Somalie. La famille appartient à l’une des minorités ethniques de la Somalie.
Le père et l'oncle de Samia Yusuf Omar sont tués pendant une attaque au mortier sur le marché de Bakaara, où ils travaillent. Alors collégienne, elle abandonne ses études pour s'occuper de ses frères et sœurs alors que leur mère vend des fruits et légumes. Encouragée par sa mère, elle commence la course à pied. Elle s'entraîne au Mogadiscio Stadium, voisin de là où vit sa famille. Le stade a une piste en gravier, abîmée par les cratères de mortier de la guerre civile somalienne. L'équipe dont elle fait partie est entraînée par des bénévoles plusieurs fois par semaine, mais des troupes gouvernementales ainsi que groupes paramilitaires dans le quartier empêchent régulièrement Samia Yusuf Omar de se rendre à l'entraînement ou de rentrer chez elle après la séance. Quand elle ne s'entraîne pas au stade, elle court dans les rues de Mogadiscio, où elle est souvent harcelée par des habitants qui estiment que les femmes ne devraient pas prendre part à des activités sportives. Certains amis et membres de sa famille tentent également de la dissuader de s'entraîner, ce qu'elle explique par le fait que la culture somalienne considère que les femmes qui pratiquent le sport ou la musique seraient moralement corrompues, ce qui limite leurs chances de se marier. Cela s'inscrit dans un contexte de violences religieuses croissantes en Somalie, notamment après la création d'Harakat al-Chabab al-Moudjahidin en 2006 et sa prise du contrôle du pays en 2008.

### Carrière sportive
Aux Championnats d'Afrique d'athlétisme 2008, tenus à Addis-Abeba, Samia Yusuf Omar finit dernière de sa série. Elle est sélectionnée par le comité olympique somalien pour le 200 mètres pour les Jeux olympiques d'été de 2008. Elle commente que l'invitation est inattendue, à la fois en raison de son jeune âge et parce qu'elle appartient à un groupe ethnique minoritaire. Par ailleurs, elle n'a jamais eu d'entraîneur particulier, ce qui est inhabituel au niveau olympique.

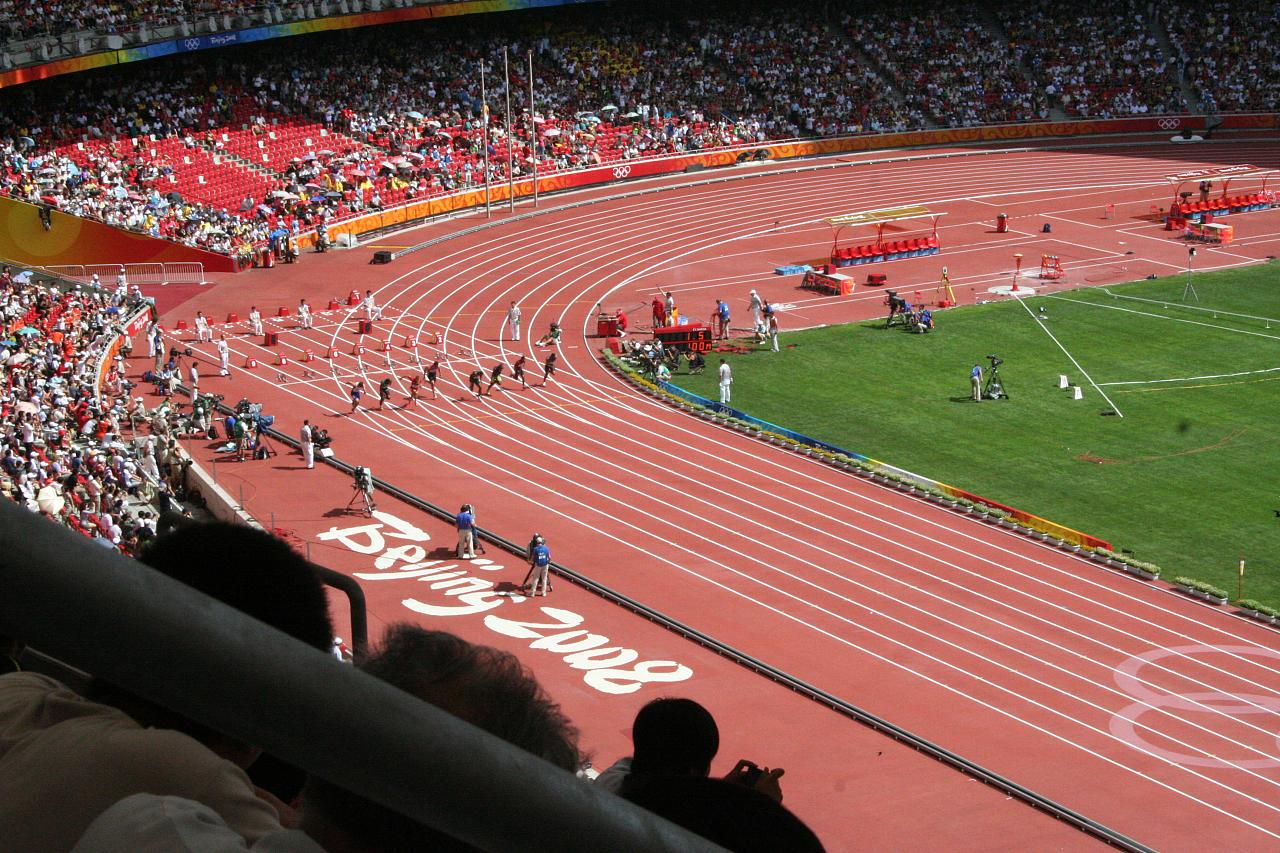
Le stade de Pékin lors des Jeux olympiques d'été de 2008.

Elle participe ainsi aux Jeux olympiques de 2008 où elle est l'une des deux seules athlètes à représenter la Somalie avec Abdinasir Said Ibrahim.
En raison de manque de fonds, Samia Yusuf Omar participe à la compétition avec un T-shirt blanc et des chaussures que des coureuses soudanaises lui ont offerts, ainsi qu'un legging noir. Des journalistes remarquent qu'elle est émaciée, ce qui est dû au fait qu'elle ne s'alimente presque que de brioche et de pâtes. Elle s'entraîne en burqa à Mogadiscio mais ne porte pas le hijab à Pékin. Dans sa série, elle court entre autres contre la future médaillée d'or Veronica Campbell-Brown. Elle finit près de neuf secondes derrière ses adversaires, avec un temps de 32 s 16, ce qui constitue son record personnel. 

Elle reçoit cependant un soutien important du public dans le stade, qui la considère comme un symbole et elle déclare alors : 

« C'était une expérience merveilleuse de défiler sous les couleurs de mon pays et aux côtés des meilleurs athlètes du monde. Ce moment était magique et fort. Nous avons senti que nous étions importants. »

— 
Le journal The Guardian estime qu'elle aurait été plus applaudie que Campbell-Brown elle-même.
Avant la course, elle pique[Quoi ?] l'intérêt de la presse, mais elle ne peut pas communiquer en anglais avec les journalistes et ne souhaite pas se mettre volontairement en avant, ce qui nuit à sa couverture médiatique. Elle explique en interview qu'elle ne veut pas répondre à des questions sur ses conditions de vie en Somalie, qu'elle est parfaitement consciente de ne pas avoir le niveau de ses adversaires, mais qu'elle veut être traitée comme elles et « montrer [sa] dignité et celle de [son] pays ». 
En Somalie, la participation de Samia Yusuf Omar aux Jeux olympiques est très peu discutée. Sa série se déroule à minuit à l'heure locale, sans couverture télévisée ou à la radio, et aucun membre de sa famille ne voit sa course.

### Après les Jeux olympiques de 2008

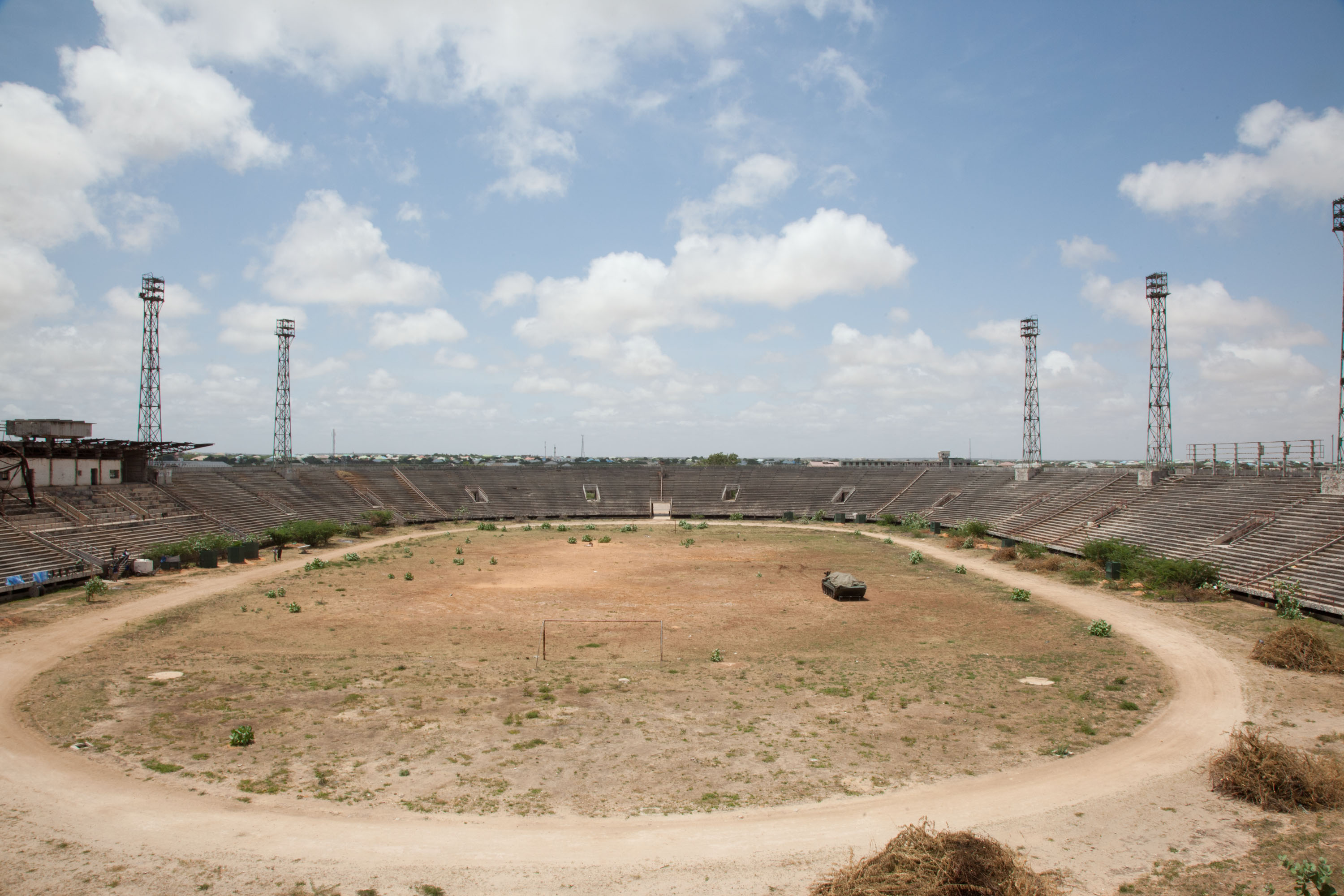
Le stade de Mogadiscio en 2011.

Début 2009, les conditions d'entraînement des sportives somaliennes se dégradent encore. Le groupe islamiste Harakat al-Chabab al-Moudjahidin interdit aux femmes de courir, elles ne sont pas autorisées à marcher sans revêtir de longues robes épaisses, le groupe interdit la pratique de tout sport dans les zones qu'ils contrôlent.  Samia Yusuf Omar se met à cacher le fait qu'elle est une coureuse. Après une interaction par des militants de Harakat al-Chabab al-Moudjahidin, elle craint pour sa vie et se met à nier être une athlète.  
En décembre 2009, elle déménage incognito avec sa famille dans un camp de réfugiés tenu par le groupe insurgé islamiste Hizbul Islam, à une vingtaine de kilomètres de Mogadiscio. À la même époque, Al-Chabab interdit à toute la population - et non plus seulement aux femmes -  de participer ou d'assister à des événements sportifs ; le stade de Mogadiscio est par ailleurs utilisé comme quartier général de l'organisation. Samia Yusuf Omar ne peut donc plus s'entraîner. Le même mois, Suleiman Olad Roble (en), ministre des sports du pays au sein du Gouvernement fédéral de transition, est assassiné. Au cours d'une nouvelle interview en 2010, l'athlète explique que les personnes somaliennes ne veulent pas parler de leurs difficultés, mais veulent continuer face à l'adversité, et elle refuse toujours de parler de ses conditions de vie.
En 2011, Samia Yusuf Omar fuit la guerre civile et déménage à Addis-Abeba sans sa famille, espérant pouvoir participer aux Jeux olympiques de 2012 à Londres. Elle se spécialise désormais dans le demi-fond et s'entraîne avec Eshetu Tura, qui lui est recommandé par Jama Aden (en), un entraîneur de course à pied somalien vivant alors au Qatar, et par son coureur Mohamed Suleiman. Elle reçoit l'autorisation de s'entraîner avec l'équipe du comité olympique éthiopien. En 1 500 mètres, son record est de 5 min quand elle intègre l'équipe, et il lui annoncé qu'elle doit atteindre un temps de 4 min 20 s pour participer aux compétitions.
Elle se lie d'amitié avec la journaliste d'Al Jazeera Teresa Krug, qui écrit régulièrement à son sujet depuis les Jeux olympiques de 2008. La journaliste l'aide à créer un compte Facebook, avec lequel elles restent en contact. Krug raconte que, cherchant des bonnes conditions d'entraînement, Samia Yusuf Omar décide de se rendre en Europe. Sa famille, en particulier sa sœur Hodan et sa mère, ainsi que la journaliste essaient de l'en dissuader et de l'encourager à rester en Éthiopie, où le comité olympique somalien espère pouvoir ouvrir un centre d'entraînement. Elle refuse de s'y résoudre et engage des passeurs pour l'emmener en Libye, où elle est emprisonnée pendant un certain temps en 2011,. Le dernier message qu'elle envoie à Teresa Krug a pour objectif de lui annoncer qu'elle a quitté l'Éthiopie en direction de la Libye et veut essayer de se rendre en Italie.

### Mort
Le 2 avril 2012, Samia Yusuf Omar embarque sur un bateau avec 70 autres personnes pour traverser la Méditerranée et arriver en Italie. Le bateau tombe à court de carburant et dérive au large des côtes libyennes. Un navire de la Marina Militare vient secourir le bateau et lance des cordes aux réfugiés. Alors que tous essaient d'attraper les cordes, elle est poussée dans l'eau. Elle se maintient à flot un moment, mais finit par se noyer. Aucun média n'est au courant de cette information pendant les quatre mois qui suivent.

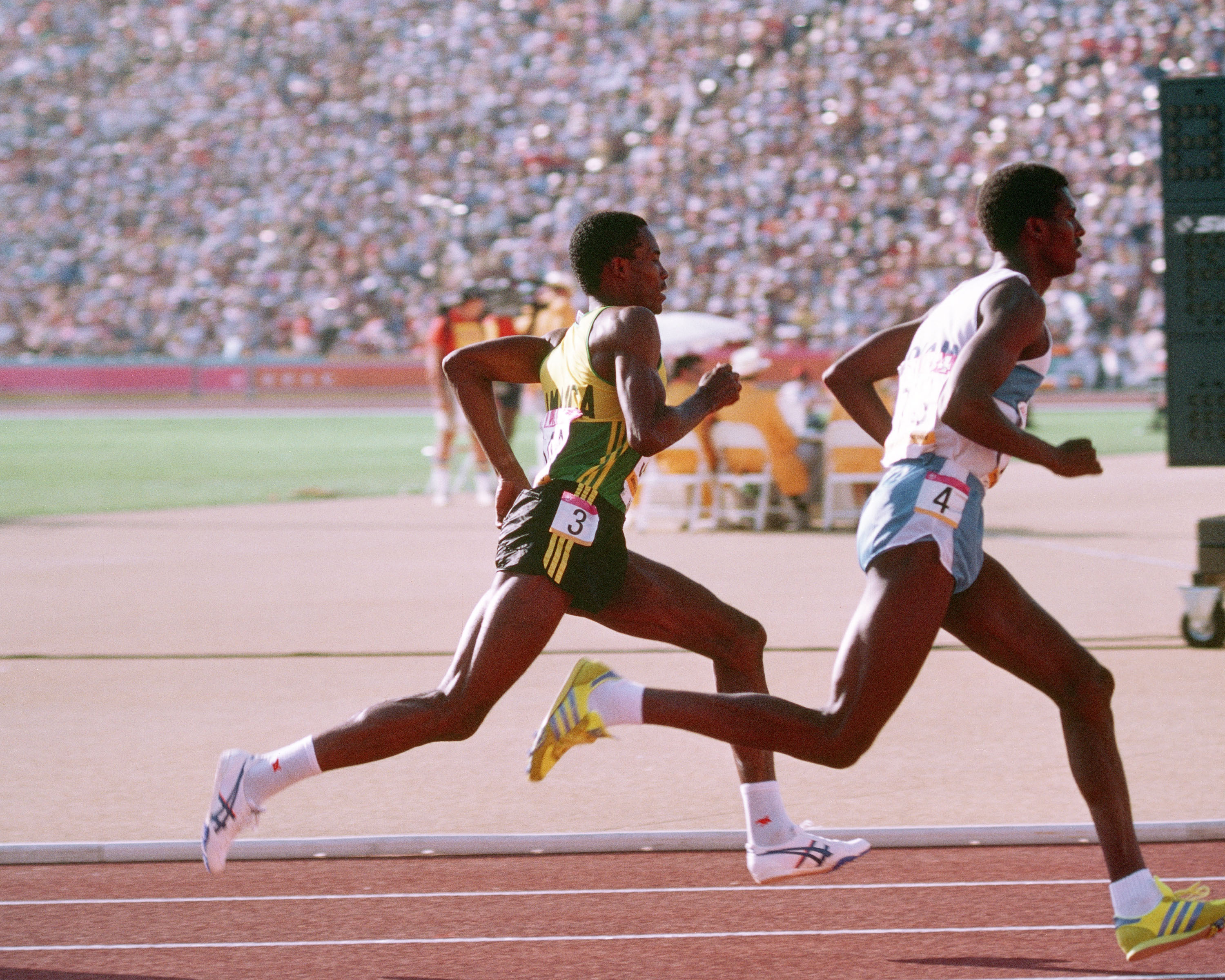
Abdi Bile (à droite) lors des séries du 800 mètres aux JO de Los Angeles en 1984.

En août de la même année, lors d'un entretien avec une journaliste du Corriere della Sera, l'ancien athlète Abdi Bile affirme qu'elle est portée disparue à la suite du naufrage d'une embarcation sur laquelle elle se trouvait, entre la Libye et l'Italie en mer Méditerranée, quelques mois avant les Jeux olympiques de Londres,.
Le 21 août 2012, la BBC confirme avoir reçu une confirmation de la mort de Samia Yusuf Omar de la part du comité national olympique somalien. The Huffington Post rapporte que Qadijo Aden Dahir, directeur adjoint à la fédération somalienne d'athlétisme, confirme qu'elle s'est noyée près des côtes libyennes en essayant de se rendre à Lampedusa. Il ajoute qu'elle était la favorite de la fédération pour représenter la Somalie aux Jeux olympiques.

## Postérité

### Conséquences politiques
En 2014, un groupe d'athlètes somaliens manifeste pour demander de meilleures conditions d'entraînement et boycotte des événements sportifs. Ils exigent en particulier la construction d'un centre d'entraînement pour les femmes, qui peuvent difficilement s'entraîner dans des lieux publics. La construction d'un stade dans le Pount est annoncée en 2012, mais ne se concrétise pas.

### Dans la culture
Le livre Ne me dis pas que tu as peur de Giuseppe Catozzella (it), sorti en mai 2014, retrace le parcours de Samia Yusuf Omar. Il est d'abord publié en italien, puis les droits de la version anglophone sont acquis par Penguin Books et une adaptation filmique est évoquée. 
En 2015, le dessinateur allemand de bandes dessinées Reinhard Kleist publie un roman graphique intitulé Rêve d'Olympe, le destin de Samia Yusuf Omar. L'ouvrage est publié en 2016 en français et en anglais,,. La bande dessinée mélange le peu d'informations connues sur sa vie et des éléments imaginés de sa biographie, les mélangeant avec d'autres récits de réfugiés. Elle retrace la vie de l'athlète dans l'ordre chronologique à partir de 2008, se concentrant sur des moments marquants et utilisant pour ce faire des publications fictives qu'elle aurait pu écrire sur Facebook. 
Deux ans plus tard, la pièce de théâtre De Pékin à Lampedusa, écrite et mise en scène par Gilbert Ponté avec la comédienne Malyka R. Johany dans le rôle principal, reçoit le « Like d'or » de l'émission de télévision Tout le sport en octobre 2017.
En 2018, l'autrice franco-suisse Marianne Brun publie le livre Fondre sur la même histoire,.
En 2024, sort le film Samia de Yasemin Şamdereli basé sur sa vie.